# Rio Ave Futebol Clube
El Rio Ave Futebol Clube és un club de futbol de la ciutat de Vila do Conde, al nord de Portugal. Actualment milita a la Primera Divisió de Portugal i el seu estadi és l'Estádio dos Arcos, que té una capacitat aproximada de 12.815 espectadors. El club fou fundat el 10 de maig de 1939.

## Palmarès
- Segona divisió portuguesa de futbol:
  - 1995-96, 2002-03